# Resistenza agli ormoni tiroidei
La resistenza agli ormoni tiroidei (nota anche come sindrome di Refetoff) è una sindrome rara caratterizzata dalla mancata risposta periferica, parziale o totale, degli organi bersaglio all’azione degli ormoni tiroidei. In questa condizione i livelli di ormone tiroideo risultano elevati, ma l'ormone tiroideo stimolante (TSH) non è ridotto o non è completamente soppresso come fisiologicamente previsto.
La prima descrizione sulla condizione apparve nel 1967. Fondamentalmente si tratta di una ridotta reattività degli organi terminali agli ormoni tiroidei. Un nuovo termine "alterata sensibilità all'ormone tiroideo" è stato suggerito nel marzo 2014 da Refetoff et al.

## Presentazione
La sindrome può presentare sintomi variabili, anche tra membri della stessa famiglia che ospitano la stessa mutazione. In genere la maggior parte o tutti i tessuti sono resistenti all'ormone tiroideo, quindi nonostante le misure aumentate dell'ormone tiroideo sierico l'individuo può apparire eutiroideo (non ha sintomi di iperattività o insufficienza della tiroide).
I sintomi più comuni sono il gozzo e la tachicardia . È stato anche collegato ad alcuni casi di disturbo da deficit di attenzione e iperattività (ADHD), sebbene la maggior parte delle persone con quella diagnosi non abbia problemi alla tiroide.
È stata proposta un'associazione con la depressione.

## Cause
La normale funzione dell'ormone tiroideo richiede il normale trasporto dell'ormone tiroideo attraverso la membrana cellulare, la deiodinazione appropriata, il recettore nucleare dell'ormone tiroideo, gli elementi di risposta dell'ormone tiroideo, i co-attivatori, i co-repressori e la normale acetilazione dell'istone. Qualsiasi anomalia in questa catena può causare resistenza agli ormoni tiroidei, sebbene questo meccanismo non è stato studiato tanto bene quanto le varie forme di insulino-resistenza.
La causa più nota della sindrome sono le mutazioni della forma β (beta) (gene THRB) del recettore dell'ormone tiroideo, di cui sono state documentate oltre 100 diverse mutazioni.
Anche le mutazioni in MCT8 e SECISBP2 sono state associate a questa condizione.

## Regolazione della secrezione dell'ormone tiroideo
L'ipotalamo secerne un ormone chiamato ormone di rilascio della tireotropina (TRH) che a sua volta rilascia l'ormone stimolante la tiroide (TSH). Il TSH segnala alla tiroide la secrezione di ormoni tiroidei tiroxina (T4) e triiodotironina (T3). La T4 viene convertita in T3 attiva nei tessuti periferici con l'aiuto degli enzimi deiodinasi. La T3 esercita un feedback negativo sull'ipofisi e diminuisce la secrezione di TSH.

## Diagnosi
I risultati caratteristici degli esami del sangue per questo disturbo si possono trovare anche in altri disturbi (ad esempio un adenoma ipofisario TSH-secernente). La diagnosi può comportare l'identificazione di una mutazione del recettore tiroideo, presente in circa l'85% dei casi.

## Gestione
I beta-bloccanti, come il metoprololo, sono talvolta usati per aiutare a sopprimere i sintomi.

## Incidenza
La sindrome da resistenza agli ormoni tiroidei è rara, l'incidenza è variamente indicata come 1 su 50.000 o 1 su 40.000 nati vivi. Più di 1000 individui sono stati identificati con resistenza agli ormoni tiroidei, di cui l'85% presentava una mutazione del recettore beta dell'ormone tiroideo.